# 楊翠玲
楊翠玲（英語：Yeung Chui Ling，1982年9月17日—），香港劍擊運動員。楊翠玲曾於中華基督教會基法小學和中華基督教會基智中學就讀，畢業於香港浸會大學體育及康樂管理文學士。

## 簡歷
楊翠玲在中學時熱衷於足球，亦曾是葵青女子足球隊隊員；後在體育老師推薦下才開始接觸劍擊運動。她曾一度兼顧足球和劍擊這兩項運動達三年之久，但考慮到要晉身世界賽、奧運會等目標，最後還是放棄足球，專心練習劍擊。
1998年，楊翠玲成功加入香港劍擊青年軍；2000年，首次參加世界錦標賽；2004年，首次挑戰雅典奧運女子重劍亞太區外圍賽，惜未能出線。到2006年，她在多哈亞運中奪得女子重劍隊際賽的銅牌及女子重劍個人賽的第六名；其後亦能更成為香港首位參與奧運重劍項目的運動員，出戰2008年的北京奧運。
2010年，楊翠玲代表香港參加2010年亞洲運動會，先取得女子重劍個人銅牌；再伙拍鄭玉嫻、張淅蕾和呂慧妍取得女子重劍團體銅牌。
2012年出戰倫敦奧運會，連續兩屆代表香港參加奧運會。
2014年9月，楊翠玲代表香港參加南韓仁川舉行的亞運會劍擊比賽，與朱嘉望、江旻憓和連翊希合作贏得女子重劍團體賽銅牌。
2016年退役。現為劍擊教練